# Decas plantarum rariorum horti upsaliensis
Decas plantarum rariorum horti upsaliensis (abreviado Dec. Pl. Horti Upsal.) es un libro ilustrado con descripciones botánicas que fue editado por el naturalista sueco Carlos Linneo el Joven. Fue publicado en el año 1762-63 con el nombre Decas Prima [Secunda] Plantarum Rariorum Horti Upsaliensis.